# Šёl soldat s fronta
Šёl soldat s fronta (Шёл солдат с фронта) è un film del 1939 diretto da Vladimir Grigor'evič Legošin.